# Thelocactus bicolor
Thelocactus bicolor Galeotti ex Pfeiff.) Britton & Rose es una especie de planta suculenta perteneciente a la familia Cactaceae. 

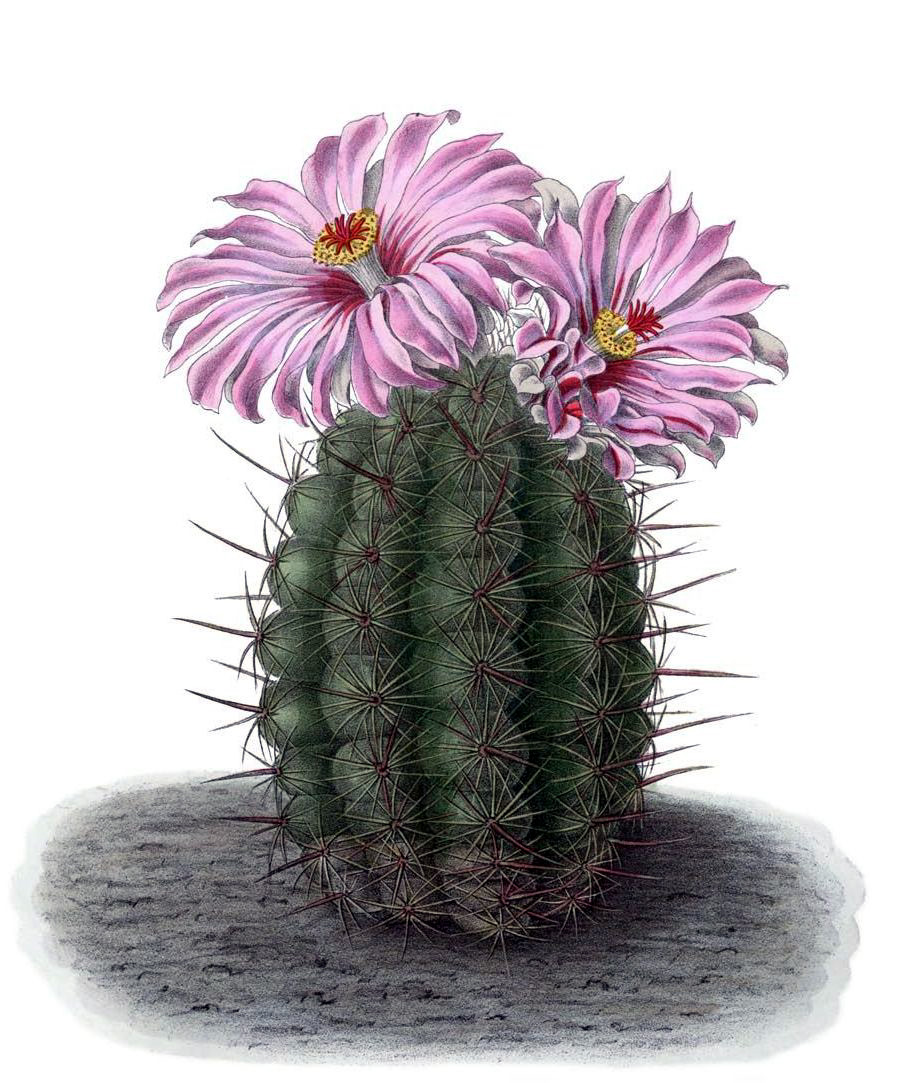
Ilustración

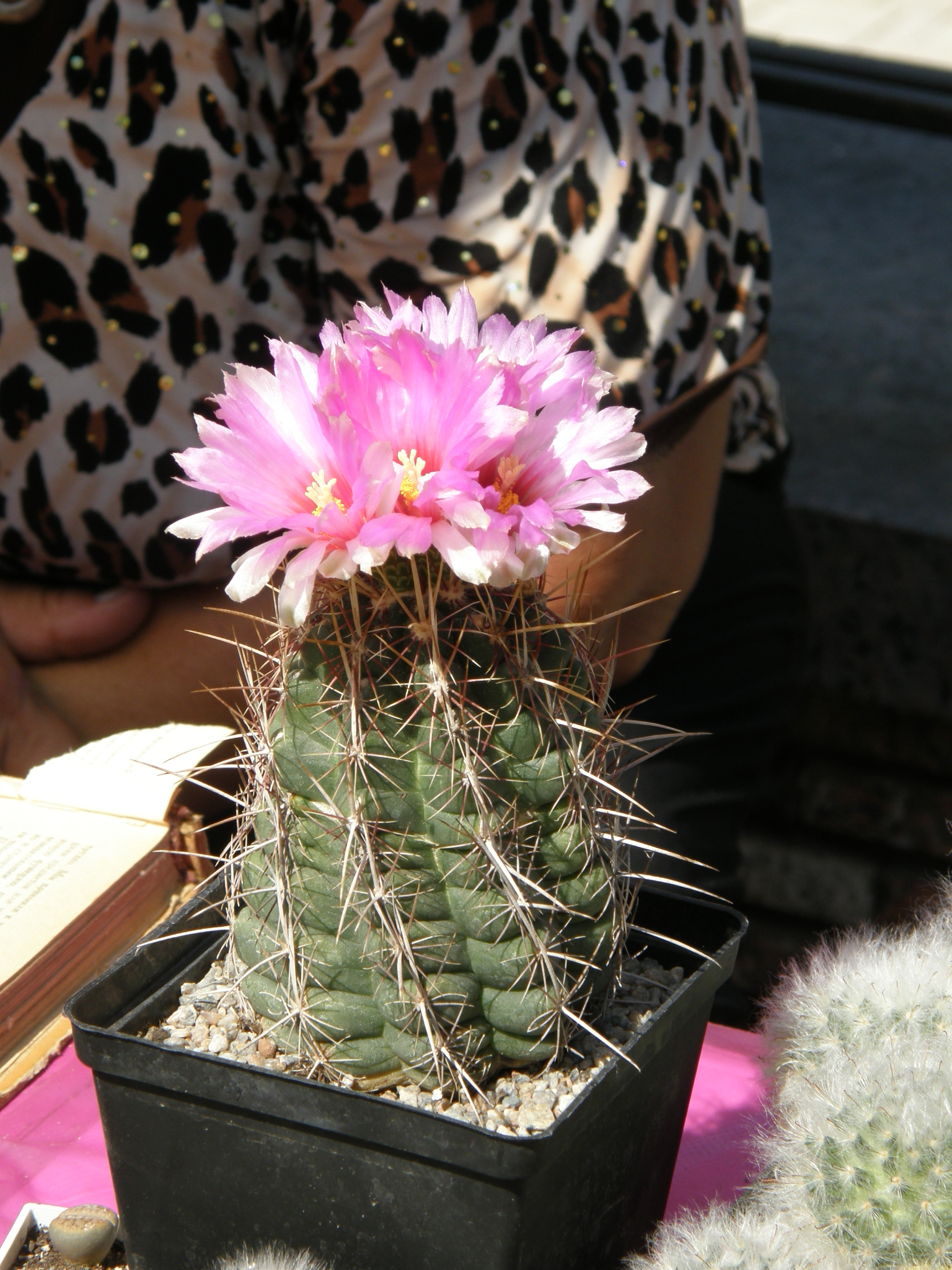
Vista de la planta

## Distribución
Es endémica de Chihuahua, Coahuila de Zaragoza, Durango, Nuevo Leon y Tamaulipas en México y Texas en Estados Unidos.  Se la ha difundido por todo el mundo como planta ornamental.

## Caracteres
Es una planta perenne carnosa y globosa con espinas; es de color verde con flores de color roja y púrpura. Este cactus alcanza unos 20 cm de altura y extensión. Tiene un tallo solitario y espinoso en forma de pilar, que puede ser globoso o erecto. El tallo tiene más de 10 costillas prominentes, revestidas de tubérculos pronunciados de los que surgen espinas radiales de dos tonos, amarillas y rojas y cuatro espinas centrales amarillas y más largas. Florece con facilidad; su flor nace del ápice y es atrompetada y de 6 cm de largo.

## Taxonomía
Thelocactus bicolor fue descrita por Galeotti ex Pfeiff.) Britton & Rose y publicado en Bulletin of the Torrey Botanical Club 49(8): 251. 1922.
Etimología
Thelocactus: nombre genérico que deriva de las palabras griegas:
thele que significa "pezón" y el sufijo "cactus" - haciendo referencia a los tubérculos de la planta.
bicolor: epíteto latíno que significa "con dos colores"
Sinonimia
- Echinocactus bicolor Galeotti ex Pfeiff.
- Hamatocactus bicolor I.M.Johnst.
- Ferocactus bicolor (Galeotti ex Pfeiffer) N.P.Taylor
- Echinocactus bicolor Galeotti ex Pfeiff.
- Thelocactus pottsii (Salm-Dyck) Britton & Rose
- Echinocactus rhodaophthalmus
- Echinocactus bolaensis Runge
- Echinocactus schottii (Engelm.) Small
- Echinocactus wagnerianus A.Berger
- Thelocactus wagnerianus (Berger) A.Berger ex Backeb.
- Thelocactus flavidispinus (Backeb.) Backeb.
- Thelocactus schwarzii Backeb.